# 蓬度塞沙斯

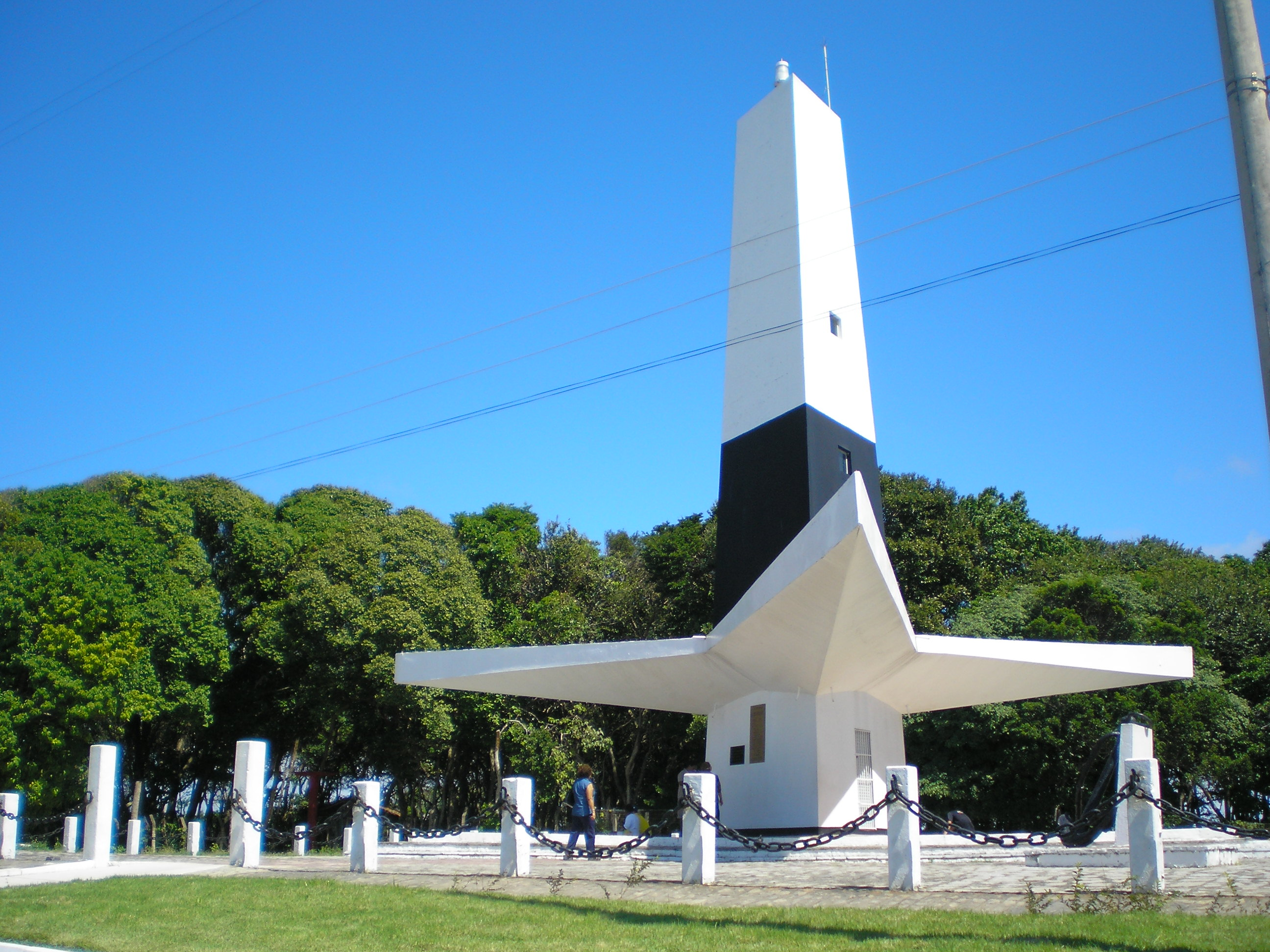
位於美洲大陆最东端附近的布朗庫角灯塔

7°8′55.41″S 34°47′48.82″W / 7.1487250°S 34.7968944°W
蓬度塞沙斯（葡萄牙語：Ponta do Seixas，葡萄牙語發音：[ˈpõtɐ du ˈsejʃɐs]），也被称为布朗庫角（葡萄牙語：Cape Branco），是巴西东部帕拉伊巴州大西洋沿岸的一个海角，位於帕拉伊巴州州府若昂佩索阿东南约8公里（5英里）。該海角為美洲大陆最东端。       